# Colegio Mayor San Clemente
El Colegio Mayor San Clemente es un Colegio Mayor público, dependiente de la Universidad de Santiago de Compostela y situado en la misma ciudad. Este Colegio Mayor será sometido a lo largo del curso 21/22 a una reforma integral de sus instalaciones por lo que permanecerá cerrado. 

## Orígenes
El origen de este Colegio Mayor se remonta al siglo XVI, cuando el obispo Juan de San Clemente funda un Colegio con su nombre en lo que hoy en día es el instituto Rosalía de Castro. 
Durante la época de la II República, el por entonces Rector de la Universidade de Santiago de Compostela, Alejandro Rodríguez Cadarso, le encargó al arquitecto Jenaro de la Fuente un proyecto de cinco residencias de estudiantes. Por motivos logísticos, solo se construyeron tres de las cinco planeadas: Los Colegios Mayores Fonseca (1963), Rodríguez Cadarso (1940) y San Clemente (1942).

## Organización
En la actualidad este Colegio Mayor se encuentra bajo jurisdicción del Área de Residencias, dependiente del Vicerreitorado de Comunidade Universitaria e Compromiso Social. Esta institución nombra al equipo directivo, formado por la directora y la subdirectora, y se encarga de organizar las convocatorias de admisión y renovación del centro. De la representación de los colegiales frente a dirección, así como la organización de actividades se encarga el Consello Colexial, formado por cinco miembros colegiales elegidos democráticamente cada año.
Además, el Colegio cuenta con un cuerpo becarios de colaboración que se encargan de organizar las actividades de ciertas áreas dentro del Mayor: Aula Verde, Biblioteca, Deportes, Informática y Sociocultura. Estas becas son concedidas por el anterior vicerrectorado y su misión consiste en desarrollar las actividades contempladas en sus proyectos. Su trabajo es remunerado con estancia gratis y un pequeño sueldo. 

## Actividades Culturales
La distinción que tradicionalmente ha existido entre Residencias Universitarias y Colegios Mayores es la amplia oferta cultural de estos últimos. Además de las actividades organizadas por las diferentes bolsas, existe la Asociación Cultural San Clemente, formada por miembros del Mayor, que todos los años, por el mes de marzo, organiza conferencias, visitas y entrega un premio al "Personaxe Galego do Ano", galardón que en los últimos años han recibido ilustres personajes como Avelino Pousa Antelo, Ernesto Chao o Marilar Aleixandre.

## Deportes
Participa en varias disciplinas deportivas en la competición universitaria de la USC, tales como fútbol, vóley, balonmano, rugby 7, baloncesto y juegos tradicionales. Es de especial mención el duro varapalo sufrido por el equipo de vóley A comandado por COACH CANARIO con la derrota en la final del torneo universitario, primer memorial POL por el Clemente promesas.
También destacan las dos victorias consecutivas (2011,2012) llevadas a cabo por el equipo de fútbol sala en el Torneo Intercolegial, poniendo así la guinda a una gran generación de futbolistas. Tras una sequía de 4 años, en la temporada 2017-2018 el Clemente Femenino de Fútbol Sala volvió a lo más alto de la escena universitaria imponiéndose tanto en la Liga USC como en el Torneo Intercolegial, suponiendo el primer "Doblete" del Deporte Femenino en la historia del Colegio Mayor.

PALMARÉS
- Subcampeón Torneo Intercolegial Fútbol Sala Femenino (2019)
- Campeón Torneo Intercolegial Fútbol Sala Femenino (2018).
- Campeón Liga USC de Fútbol Sala Femenino (2018).
- Subcampeón Torneo Intercolegial Fútbol Sala Femenino (2015).
- Campeón Liga USC de Fútbol Sala Masculino (2014).
- Campeón Torneo Intercolegial Masculino (2011, 2012).
- Subcampeón Torneo Intercolegial Masculino (2013).
- Campeón Torneo Intercolegial Femenino (2014).
- Campeón Torneo Fútbol 7 Biología (2013).
- Campeón Liga USC de Voleibol Mixto (2012).
- Subcampeón Liga USC de Voleibol Mixto (2012).
- Subcampeón Liga USC de Balonmano Mixto (2013).
- Campeón Intercolegial Fútbol 7 Gelmírez (2007)
- Subcampeón Intercolegial Fútbol sala Cadarso (2007)
- Campeón Liga USC de Voleibol masculino (2006)
- Campeón Liga USC de Fútbol (2005).
- Campeón Liga USC de Rugby 7 (2005).
- Campeón Liga USC de Voleibol Mixto (2005).
- Campeón Liga USC de Voleibol Masculino (2005).
- Campeón Liga USC de Hockey Hierba (2005).
- Campeón Liga USC de Voleibol Mixto (2003).
- Campeón Liga USC de Hockey Hierba (2003)
- Campeón Liga USC de Hockey Hierba (2002)